# 鹿児島座
鹿児島座（かごしまざ） とは、かつて鹿児島県鹿児島市の繁華街天文館に存在した商業劇場である。

## 歴史
1912年（大正元年）完成、1913年（大正2年）1月1日開場。当時博多にあった九州劇場と並ぶ九州最大級の劇場であった。定員1300名。総工費5万6000円。
株式会社であり、初代の社長は弁護士の永井作次。資本金10万円。場所は現在の天文館G3アーケード・森永パチンコ付近。
九州で初めて専属の少女歌舞伎団「若葉会」を擁し、少女歌舞伎を常打ちした他、東京から一流の芸人を招いて、歌舞伎・新派・浪曲・義太夫・講談・落語・奇術などの興行を行った。
当時の名優、松本幸四郎 (7代目)・中村鴈治郎 (初代)・市川左團次 (2代目)、松井須磨子なども来演した。
また活動写真も上演し、活動写真と実演を併用した「連鎖劇」でも評判をとった。

### わずか6年で廃業
その後業績が不振となり、1917年（大正6年）12月に会社が解散、東京在住の宇都宮金之丞が2万円で買収し、管理人が桐原清七郎、興行師は鹿児島座から引き続き花田虎吉で「鹿児島劇場」として存続。
しかし1919年（大正8年）1月12日、鹿児島新聞社（現在の南日本新聞社）主催による『桜島爆発5周年記念音楽会』を終えた後、13日午前2時頃隣接するパン屋付近から出火、鹿児島座に引火してからはわずか20分ほどで焼け落ちた。その後は再建されず、わずか6年の営業であった。

### 現況
鹿児島地域密着サイト『天文館どっとこむ』によると、鹿児島座はパチンコ店「森永パチンコ」の近くにあったとされている。当劇場と同じ1913年には「メリー館」（後の喜楽館）もオープン。また鹿児島劇場になる前の1917年1月には「帝国館」（後の鹿児島東宝）が開業していた。2015年（平成27年）現在、当劇場の跡地は城山VOプラザビルとなっており、同ビルの1・2階に森永パチンコの後身となる「MORiNAGA天文館本店」が入居している。